# Malta Football Association
Die Malta Football Association (maltesisch Assoċjazzjoni tal-Futbol ta' Malta, MFA) ist der Fußballverband Maltas.
Der maltesische Fußballverband wurde bereits 1900 gegründet, doch trat man erst 1959 der FIFA und ein Jahr später der UEFA bei. Seit 1972 nimmt die maltesische Fußballnationalmannschaft an offiziellen Länderspielen teil. Seit 1974 spielt Malta regelmäßig in der EM- und WM-Qualifikation mit.
Der Verband kümmert sich um die Organisation der maltesischen Fußball-Liga, der Maltese Premier League und um die Frauen-Nationalmannschaft. Des Weiteren verwaltet der Verband alle Jugendnationalmannschaften (U17, U19, U21), sowie die maltesische Fußballnationalmannschaft.

## UEFA-Fünfjahreswertung
Platzierung in der UEFA-Fünfjahreswertung:
(in Klammern die Vorjahresplatzierung). Die Kürzel CL, EL und CO hinter den Länderkoeffizienten geben die Anzahl der Vertreter in der Saison 2025/26 der Champions League, der Europa League sowie der Conference League an.
- 43.  (42)  Luxemburg (Liga, Pokal) – Koeffizient: 9.000 – CL: 1, EL: 0, CO: 3
- 44.  (38)  Litauen (Liga, Pokal) – Koeffizient: 8.500 – CL: 1, EL: 0, CO: 3
- 45.  (45)  Malta (Liga, Pokal) – Koeffizient: 8.250 – CL: 1, EL: 0, CO: 3
- 46.  (46)  Georgien (Liga, Pokal) – Koeffizient: 7.625 – CL: 1, EL: 0, CO: 3
- 47.  (49)  Albanien (Liga, Pokal) – Koeffizient: 7.375 – CL: 1, EL: 0, CO: 3

Stand: Ende der Europapokalsaison 2023/24